# Carloforte
Carloforte – miejscowość i gmina we Włoszech, w regionie Sardynia, w prowincji Sud Sardynia, na wyspie San Pietro.
Według danych na rok 2021 gminę zamieszkiwały 5960 osoby, 116,63 os./km².

## Miasta partnerskie
- Alicante, Hiszpania
- Camogli, Włochy
- Montecchio Maggiore, Włochy
- Pegli, Włochy
- Prowincja Genua, Włochy